# The Widow's Suitors
The Widow's Suitors è un cortometraggio muto del 1913 scritto e diretto da Charles H. France.

## Produzione
Il film fu prodotto dalla Edison Company.

## Distribuzione
Distribuito dalla General Film Company, il film - un cortometraggio in una bobina - uscì nelle sale cinematografiche statunitensi il 15 ottobre 1913.